# هواوی سونیک
هواوی سونیک (به انگلیسی: Huawei Sonic) یک تلفن همراه است که توسط شرکت هواوی تولید شده و در سال ۲۰۱۱ منتشر شد.